# 星野勇二
星野 勇二（ほしの ゆうじ、1975年8月7日 - ）は、日本の男性総合格闘家。東京都大田区出身。和術慧舟會GODS所属。元CAGE FORCEフェザー級王者。

## 来歴
タイガーマスクに憧れ小学3年生で伝統派空手を始め中学まで続け、高校入学と同時にレスリングを始め、 国士館大学卒業まで続けた。
2000年8月27日、パンクラス ネオブラッド・トーナメントでプロデビュー。決勝で渡辺大介を下し優勝した。
2001年6月26日、PANCRASE 2001 PROOF TOURで北岡悟と対戦し、3-0の判定勝ちを収めた。
2001年10月30日、PANCRASE 2001 PROOF TOURで行われたミドル級（-82kg）キング・オブ・パンクラス タイトルマッチで王者のネイサン・マーコートに挑戦し、三角絞めで一本負けを喫し王座獲得に失敗した。
2002年10月29日、PANCRASE 2003 HYBRID TOURでクリス・ライトルと対戦し、三角絞めで一本負け。
2004年10月30日、DEEP 16th IMPACTで行われたウェルター級（-76kg）トーナメント準決勝で中村大介と対戦し、右ストレートでKO負け。
2007年6月9日、ライト級転向初戦となったCAGE FORCE 03でキム・ジョンマンと対戦し、1-1の判定で引き分けた。
2008年6月22日、CAGE FORCE 07のCAGE FORCEフェザー級王座決定トーナメント1回戦でアントニオ・カルバーリョと対戦し、3-0の判定勝ち。9月27日、CAGE FORCE 08の準決勝で山崎剛と対戦し、アームロックで一本勝ち。12月6日、CAGE FORCE 09の決勝でウィッキー聡生と対戦し、3-0の判定勝ちを収め王座獲得に成功した。

### 戦極・SRC
2009年11月7日、戦極初出場となった戦極 〜第十一陣〜でマルロン・サンドロと対戦し、右フックでKO負け。
2010年3月7日、SRC12でニック・デニスと対戦し、フロントチョークで一本勝ち。
2012年3月10日、初出場となった修斗で田村彰敏と対戦し、3-0の判定勝ちを収めた。
2013年3月16日、修斗環太平洋ライト級（-65kg）タイトルマッチで王者の矢地祐介に挑戦し、0-3の判定負けを喫し王座獲得に失敗した。

## 人物・エピソード
- 教員免許を持ち母校である東京実業高校では、レスリング部のコーチを務めた経験を持つ。

## 戦績

### 総合格闘技
| 総合格闘技 戦績 | 総合格闘技 戦績 | 総合格闘技 戦績 | 総合格闘技 戦績 | 総合格闘技 戦績 | 総合格闘技 戦績 | 総合格闘技 戦績 |
| --------------- | --------------- | --------------- | --------------- | --------------- | --------------- | --------------- |
| 34 試合         | (T)KO           | 一本            | 判定            | その他          | 引き分け        | 無効試合        |
| 18 勝           | 4               | 5               | 9               | 0               | 7               | 0               |
| 9 敗            | 4               | 3               | 2               | 0               | 7               | 0               |

| 勝敗 | 対戦相手                 | 試合結果                           | 大会名                                                                                  | 開催年月日     |
| ×    | 摩嶋一整                 | 2R 0:12 KO（右フック）             | 修斗                                                                                    | 2017年7月23日  |
| ×    | 矢地祐介                 | 5分3R終了 判定0-3                  | 修斗 2013年第2戦 【修斗環太平洋ライト級チャンピオンシップ】                             | 2013年3月16日  |
| ○    | 田村彰敏                 | 5分3R終了 判定3-0                  | 修斗                                                                                    | 2012年3月10日  |
| ○    | ニック・デニス           | 2R 0:47 フロントチョーク           | SRC12                                                                                   | 2010年3月7日   |
| ×    | マルロン・サンドロ       | 1R 2:33 KO（右フック）             | 戦極 〜第十一陣〜                                                                       | 2009年11月7日  |
| ○    | ウィッキー聡生           | 5分3R終了 判定3-0                  | CAGE FORCE 09 【フェザー級王座決定トーナメント 決勝】                                   | 2008年12月6日  |
| ○    | 山崎剛                   | 3R 3:23 チキンウィングアームロック | CAGE FORCE 08 【フェザー級王座決定トーナメント 準決勝】                                 | 2008年9月27日  |
| ○    | アントニオ・カルバーリョ | 5分3R終了 判定3-0                  | CAGE FORCE 07 【フェザー級王座決定トーナメント 1回戦】                                  | 2008年6月22日  |
| ○    | 松田恵理也               | 1R 0:28 アキレス腱固め             | パンクラス PANCRASE 2007 RISING TOUR                                                    | 2007年9月5日   |
| △    | キム・ジョンマン         | 5分2R終了 判定1-1                  | CAGE FORCE 03                                                                           | 2007年6月9日   |
| ○    | 昇侍                     | 5分2R終了 判定3-0                  | パンクラス PANCRASE 2007 RISING TOUR                                                    | 2007年3月18日  |
| ○    | 小路伸亮                 | 5分2R終了 判定3-0                  | パンクラス PANCRASE 2006 BLOW TOUR                                                      | 2006年9月16日  |
| ○    | 安永雄太                 | 1R 0:34 チョークスリーパー         | D.O.G VI                                                                                | 2006年6月11日  |
| ○    | キム・ヨンス             | 1R 2:55 TKO                        | MARS WORLD FIGHTING GP in SEOUL                                                         | 2006年4月29日  |
| △    | 金原泰義                 | 5分2R終了 判定1-0                  | MARS in 有明                                                                            | 2006年2月4日   |
| △    | 和田拓也                 | 5分2R終了 判定1-0                  | D.O.G II                                                                                | 2005年6月11日  |
| ×    | 中村大介                 | 1R 4:33 KO（右ストレート）         | DEEP 16th IMPACT 【ウェルター級トーナメント 準決勝】                                    | 2004年10月30日 |
| ○    | 長岡弘樹                 | 5分3R終了 判定3-0                  | DEEP 15th IMPACT 【ウェルター級トーナメント 1回戦】                                     | 2004年7月3日   |
| △    | 大石幸史                 | 5分3R終了 判定1-0                  | パンクラス PANCRASE 2004 BRAVE TOUR                                                     | 2004年4月23日  |
| △    | 伊藤崇文                 | 5分3R終了 判定0-1                  | パンクラス PANCRASE 2004 BRAVE TOUR                                                     | 2004年2月15日  |
| ×    | ムサイル・アライディノフ | 1R 0:13 TKO（パンチ連打）          | M-1 MFC: Russia vs. The World 7                                                         | 2003年12月5日  |
| ○    | 小野武志                 | 2R 2:27 KO（グラウンドの膝蹴り）   | 新・格闘技の祭典                                                                        | 2003年7月13日  |
| △    | 北岡悟                   | 5分3R終了 判定1-0                  | パンクラス PANCRASE 2003 HYBRID TOUR                                                    | 2003年6月22日  |
| ○    | 太田英夫                 | 2R 2:40 TKO（パウンド）            | DEMOLITION                                                                              | 2003年3月23日  |
| ○    | 冨宅飛駈                 | 5分2R終了 判定3-0                  | パンクラス PANCRASE 2003 HYBRID TOUR                                                    | 2003年2月16日  |
| ×    | クリス・ライトル         | 1R 2:09 三角絞め                   | パンクラス PANCRASE 2003 HYBRID TOUR                                                    | 2002年10月29日 |
| △    | 窪田幸生                 | 5分3R終了 判定1-0                  | パンクラス PANCRASE 2002 SPIRIT TOUR                                                    | 2002年8月25日  |
| ×    | 村濱天晴                 | 2R 1:23 洗濯ばさみ                 | DEEP2001 5th IMPACT in DIFFER ARIAKE 【ミドル級1DAYトーナメント 1回戦】                 | 2002年6月9日   |
| ×    | ネイサン・マーコート     | 3R 2:13 三角絞め                   | パンクラス PANCRASE 2001 PROOF TOUR 【ミドル級キング・オブ・パンクラス タイトルマッチ】 | 2001年10月30日 |
| ○    | 北岡悟                   | 5分2R終了 判定3-0                  | パンクラス PANCRASE 2001 PROOF TOUR                                                     | 2001年6月26日  |
| ×    | ショーニー・カーター     | 15分1R終了 判定0-2                 | パンクラス PANCRASE 2000 TRANS TOUR                                                     | 2000年12月4日  |
| ○    | 渡辺大介                 | 1R 13:22 TKO（ドクターストップ）   | パンクラス PANCRASE 2000 TRANS TOUR 【ネオブラッド・トーナメント 決勝】                 | 2000年8月27日  |
| ○    | マッシブ・イチ           | 1R 3:45 チョークスリーパー         | パンクラス PANCRASE 2000 TRANS TOUR 【ネオブラッド・トーナメント 準決勝】               | 2000年7月23日  |
| ○    | 佐藤光留                 | 3分2R終了 判定3-0                  | パンクラス PANCRASE 2000 TRANS TOUR 【ネオブラッド・トーナメント 1回戦】                | 2000年7月23日  |

### グラップリング
| 勝敗 | 対戦相手 | 試合結果                         | 大会名                                                           | 開催年月日     |
| ×    | 伊藤崇文 | 1R 3:02 KO（チョークスリーパー） | パンクラス PANCRASE 2001 PROOF TOUR 【キャッチレスリングルール】 | 2001年3月31日  |
| ○    | 上山龍紀 | 5分2R終了 判定40-38              | THE CONTENDERS 4 "prospective"                                   | 2000年11月25日 |

## 獲得タイトル
- 国民体育大会 グレコローマン69kg級 準優勝（1992、1993年）
- 全国高校選抜大会 フリースタイル 3位（1993年）
- 全日本学生選手権 フリースタイル69kg級 3位（1994、1995年）
- パンクラス 第6回ネオブラッド・トーナメント 優勝（2000年）
- 初代CAGE FORCEフェザー級王座（2008年）